# Arancio d'oro al miglior film
L'Arancio d'oro al miglior film (Altın Portakal En İyi Film Ödülü) è un premio annuale assegnato nel corso del Festival internazionale del cinema di Adalia in Turchia. La cerimonia si svolge nella città di Adalia dal 1964. Nel 1967 la categoria viene suddivisa in miglior film drammatico e migliore film commedia, nel 1968 la nomina è estesa nuovamente senza distinzione di genere. Riservato ai film nazionali, dal 2016 viene esteso senza distinzione alle produzioni internazionali, accorpando il premio al miglior film internazionale.

## Vincitori e candidati
I vincitori sono indicati in grassetto, a seguire gli altri candidati.

### 1964-1969
- 1964: - Gurbet Kuslari, regia di Halit Refig
- 1965: - Ask ve kin, regia di Turgut Demirag
  - Kesanli Ali destani, regia di Atif Yilmaz
  - Karanlikta uyananlar, regia di Ertem Göreç
- 1966: - Bozuk düzen, regia di Haldun Dormen
  - Topragin kani, regia di Atif Yilmaz
  - Muradin türküsü, regia di Atif Yilmaz
- 1967: - Güzel Bir Gün Için, regia di Haldun Dormen (film commedia)
- 1967: - Zalimler, regia di Yilmaz Duru (film drammatico)
  - Hudutlarin Kanunu, regia di Lütfi Akad
- 1968: - Ince Cumali, regia di Yilmaz Duru
  - Vesikali Yarim, regia di Lütfi Akad
  - Ölüm tarlasi, regia di Atif Yilmaz
- 1969: - Bin yillik yol, regia di Yilmaz Duru
  - Insanlar yasadikça, regia di Memduh Ün

### 1970-1979
- 1970: - Bir çirkin adam, regia di Yilmaz Güney
  - Kinali Yapincak, regia di Orhan Aksoy
  - Büyük öç, regia di Yilmaz Duru
- 1971: - Ankara ekspresi, regia di Muzaffer Aslan
  - Öleceksek ölelim, regia di Orhan Elmas
  - La meravigliosa favola di Biancaneve (Pamuk Prenses ve 7 cüceler), regia di Ertem Göreç
- 1972: - Zulüm, regia di Atif Yilmaz
  - Sev Kardesim, regia di Ertem Egilmez
  - Üvey ana, regia di Ülkü Erakalin
- 1973: - Hayat mi Bu?, regia di Orhan Aksoy
  - Dinmeyen sizi, regia di Nejat Saydam
  - Suçlu, regia di Mehmet Dinler
- 1974: - Dügün, regia di Lütfi Akad
  - Bedrana, regia di Süreyya Duru
- 1975: - Endise, regia di Şerif Gören
  - Arkadas, regia di Yilmaz Güney
  - Zavallilar, regia di Atif Yilmaz
- 1976: - Deli Yusuf, regia di Atif Yilmaz
  - Maglup edilemeyenler, regia di Atif Yilmaz
- 1977: - Kara çarsafli gelin, regia di Süreyya Duru
  - Kapicilar Krali, regia di Zeki Ökten
  - Merhaba, regia di Özcan Arca
- 1978: - Maden, regia di Yavuz Özkan
  - Selvi Boylum Al Yazmalim regia di Atif Yilmaz
  - Firat'in cinleri, regia di Korhan Yurtsever
- 1979: - Yusuf ile Kenan, regia di Ömer Kavur

### 1980-1989
- 1980: - Il gregge (Sürü), regia di Zeki Ökten
- 1981: - Ah güzel Istanbul, regia di Ömer Kavur
  - Lyckliga vi..., regia di Tuncel Kurtiz
- 1982: - Çirkinler de sever, regia di Sinan Çetin
  - At, regia di Ali Özgentürk
  - Kirik Bir Ask Hikayesi, regia di Ömer Kavur
- 1983: - Faize hücum, regia di Zeki Ökten
  - Derman, regia di Şerif Gören
  - Tomruk, regia di Şerif Gören
- 1984: - Bir Yudum Sevgi, regia di Atif Yilmaz
  - Kardesim benim, regia di Nesli Çölgeçen
  - Kasik Düsmani, regia di Bilge Olgaç
- 1985: - Dul bir kadin, regia di Atif Yilmaz
  - 14 numara, regia di Sinan Çetin
  - Bir avuç cennet, regia di Muammer Özer
- 1986: - Aaahh Belinda, regia di Atif Yilmaz
  - Yilanlarin Öcü, regia di Şerif Gören
  - Adi Vasfiye, regia di Atif Yilmaz
- 1987: - Muhsin Bey, regia di Yavuz Turgul
  - Hotel madrepatria (Anayurt Oteli), regia di Ömer Kavur
  - Hayallerim, Askim ve Sen, regia di Atif Yilmaz
- 1988: - Gece yolculugu, regia di Ömer Kavur
  - Dolunay, regia di Sahin Kaygun
- 1989: - Non sparate agli aquiloni (Uçurtmayi Vurmasinlar), regia di Tunç Basaran
  - Sis, regia di Zülfü Livaneli
  - Hanım, regia di Halit Refig

### 1990-1999
- 1990: - Karılar Koğuşu, regia di Kadir İnanır
  - Karartma geceleri, regia di Yusuf Kurçenli
  - Camdan Kalp, regia di Fehmi Yaşar
- 1991: - Il volto segreto (Gizli Yüz), regia di Ömer Kavur
- 1992: - Cazibe Hanim'in Gündüz Düsleri, regia di Irfan Tözüm
  - Mercedes mon amour, regia di Tunç Okan
  - Kapilari açmak, regia di Osman Sinav
- 1993: - Mavi sürgün, regia di Erden Kiral
  - Gölge Oyunu, regia di Yavuz Turgul
  - Yalanci, regia di Osman Sinav
- 1994: - Yengeç sepeti, regia di Yavuz Özkan
  - Yumusak ten, regia di Orhan Aksoy
  - Manisa Tarzanı, regia di Orhan Oguz
- 1995: - Böcek, regia di Ümit Elçi
- 1996: - Tabutta Rövasata, regia di Dervis Zaim
- 1997: - Il bagno turco (Hamam), regia di Ferzan Özpetek
- 1998: - Yara, regia di Yilmaz Arslan
  - Gemide, regia di Önder Çakar
- 1999: - Salkim Hanim'in Taneleri, regia di Tomris Giritlioglu

### 2000-2009
- 2000: - Güle Güle, regia di Zeki Ökten
- 2001: - Büyük adam küçük ask, regia di Handan Ipekçi
- 2002: - Uzak, regia di Nuri Bilge Ceylan
- 2003: - Karsilasma, regia di Ömer Kavur
- 2004: - Yazi Tura, regia di Ugur Yücel
- 2005: - Qing hong, regia di Xiaoshuai Wang
  - Türev, regia di Ulas Inan Inaç
- 2006: - Kader, regia di Zeki Demirkubuz
  - Kardan adamlar, regia di Aytan Gönülsen
- 2007: - Yumurta, regia di Semih Kaplanoğlu
  - Iyi Seneler Londra, regia di Berkun Oya
- 2008: - Pazar - Bir ticaret masalı, regia di Ben Hopkins
  - Iki Çizgi, regia di Selim Evci
- 2009: - Bornova Bornova, regia di Inan Temelkuran
  - Cosmos (Kosmos), regia di Reha Erdem

### 2010-2019
- 2010: - Çogunluk, regia di Seren Yüce
  - 180° - Wenn deine Welt plötzlich Kopf steht, regia di Cihan Inan
- 2011: - Güzel Günler Görecegiz, regia di Hasan Tolga Pulat
  - Canavarlar Sofrasi, regia di Ramin Matin
- 2012: - Deine Schönheit ist nichts wert, regia di Danny Krausz e Hüseyin Tabak
- 2013: - Cennetten Kovulmak, regia di Ferit Karahan (ex aequo), Kusursuzlar, regia di Ramin Matin
  - Al-khoroug lel-nahar, regia di Hala Lotfy
  - Uvertür, regia di Alpgiray M. Ugurlu
- 2014: - Kuzu, regia di Kutlug Ataman
- 2015: - Sarmasik, regia di Bilge Elif Turhan e Tolga Karaçelik
  - Pia, regia di Erdal Rahmi Hanay
- 2016: - Mavi bisiklet, regia di Ümit Köreken
  - Albüm, regia di Mehmet Can Mertoglu
  - Babamin Kanatlari, regia di Kivanç Sezer
  - Dream, regia di Dervis Zaim
  - Dust, regia di Gozde Kural
  - Genç pehlivanlar, regia di Mete Gümürhan
  - Un re allo sbando (King of the Belgians), regia di Peter Brosens e Jessica Woodworth
- 2017: - Jia nian hua, regia di Vivian Qu
- 2018: - Tre volti (Se rokh), regia di Jafar Panahi
- 2019: - Bozkir, regia di Ali Özel

### 2020-2029
- 2020: - Hayaletler, regia di Azra Deniz Okyay
  - Dersaadet Apartmani, regia di Tankut Kilinc
  - Flash Drive, regia di Derviş Zaim
  - Gelincik, regia di Orçun Benli
  - In the Shadows, regia di Erdem Tepegoz
  - Insanlar Ikiye Ayrilir, regia di Tunç Sahin
  - Kar Kirmizi, regia di Atalay Tasdiken
  - Koku, regia di Yasin Cetin
  - Penny Bank, regia di Ferit Karol
  - Ölü Ekmegi, regia di Reis Çelik
- 2021: - Okul Tıraşı, regia di Ferit Karahan
- 2022: - Karanlik Gece, regia di Özcan Alper
- 2023: - Festival annullato
- 2024: - Mukadderat, regia di Nadim Güç